# یکاترینوفکا (آستراخان)
یکاترینوفکا (به لاتین: Yekaterinovka) یک منطقهٔ مسکونی در روسیه است که در استان آستراخان واقع شده‌است.